# مهربان مهرشاہ سلطان
مهربان مهرشاہ سلطان (بالتركية: Mihriban Mihrişah Sultan)‏، (بالتركية العثمانية: مھربان مھرشاہ سلطان)‏، هي أميرة عثمانية، بنت الشاهزاده يوسف عز الدين بن عبد العزيز الأول الذي كان ولي عهد ابن عمه السلطان محمد رشاد.
كانت مهرشاہ سلطان الزوجة الثانية للأمير العثماني عمر فاروق بن عبد المجيد الثاني، آخر الخلفاء العثمانيين، فقد كان متزوجا من رقية صبيحة سلطان (استمر الزواج منذ 5 ديسمبر 1919 حتى طلاقهما في 5 مارس 1948) فتزوج عمر فاروق من مهرشاه سلطان في 31 يوليو 1948.
استمر زواجهما بضع سنوات فقط، فقد طلقت مهرشاہ سلطان زوجها مستخدمة حقها في تطليق زوجها حسب ما مدون في عقد الزواج. وقد قال عمر فاروق في وقت لاحق لأصدقائه "طلقت أجمل امرأة في العالم لأتزوج أبشع امرأة. القدر!"، وتزوجت لاحقا شوكت أرسلان أوغلو.
في عام 1952، عادت مهرشاہ سلطان إلى إسطنبول بعد إلغاء قانون المنفى للأميرات. أمضت سنواتها الأخيرة مع كوهري سلطان، وهي ابنة عمها الشاهزاده محمد سیف الدین بن عبد العزيز الأول، في شقة واسعة في ميدان تقسيم.
توفيت في 25 يناير 1987، ودفنت في ضريح جدها الأكبر السلطان محمود الثاني في إسطنبول.